# Nockamixon
Nockamixon è una township degli Stati Uniti d'America, nella contea di Bucks nello Stato della Pennsylvania. Secondo il censimento del 2010 la popolazione è di 3.441 abitanti.

## Società

### Evoluzione demografica
La composizione etnica vede una maggioranza di quella bianca (98,29%), seguita dagli afroamericani (0,51%) dati del 2000.
| township di Nockamixon Popolazione |       |
| 2000                               | 3.517 |
| 2010                               | 3.441 |